# Zadní Střítež
Zadní Střítež (německy Hinter Strietesch) je obec v okrese Tábor v Jihočeském kraji. Žije v ní 33 obyvatel.

## Historie
První písemná zmínka o obci pochází z roku 1381.

## Obyvatelstvo
| Rok            | 1869 | 1880 | 1890 | 1900 | 1910 | 1921 | 1930 | 1950 | 1961 | 1970 | 1980 | 1991 | 2001 | 2011 | 2021 |
| -------------- | ---- | ---- | ---- | ---- | ---- | ---- | ---- | ---- | ---- | ---- | ---- | ---- | ---- | ---- | ---- |
| Počet obyvatel | 349  | 340  | 347  | 343  | 329  | 304  | 282  | 193  | 173  | 135  | 87   | 68   | 46   | 31   | 34   |
| Počet domů     | 40   | 40   | 37   | 40   | 39   | 40   | 49   | 50   | 43   | 37   | 31   | 45   | 44   | 44   | 28   |

## Obecní správa a politika
V letech 1850–1920 byla Zadní Střítež osadou obce Pojbuky v okrese Tábor. V letech 1921–1960 byla obcí v okrese Tábor (1880–1930) a později v okrese Tábor. V letech 1961–1980 patřila znovu jako část obce k Pojbukům. Od 1. července 1980 do 23. listopadu 1990 patřila jako část obce k Vodici a od 24. listopadu 1990 je opět samostatnou obcí. V letech 1921–1963 k obci patřila Zadní Lomná.

### Politika
V řádném termínu komunálních voleb 2014 nikdo nekandidoval, proto byla v říjnu 2014 ustanovena jako správkyně obce Miroslava Vondráčková. Volby se uskutečnily 31. ledna 2015, po nichž starosta nebyl zvolen, 1. místostarostkou stala Jana Ivasčenková.

## Galerie

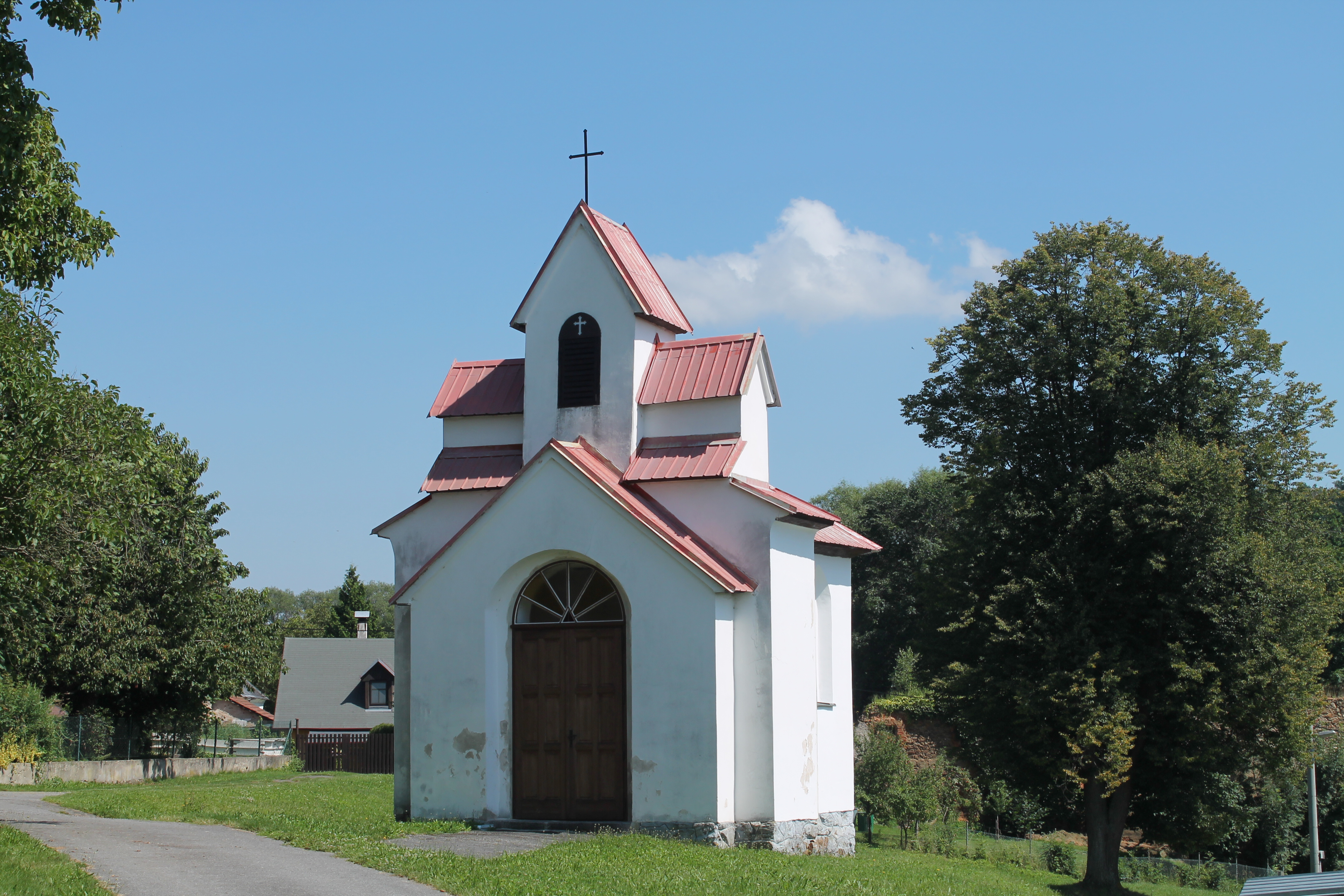
Kaple na návsi
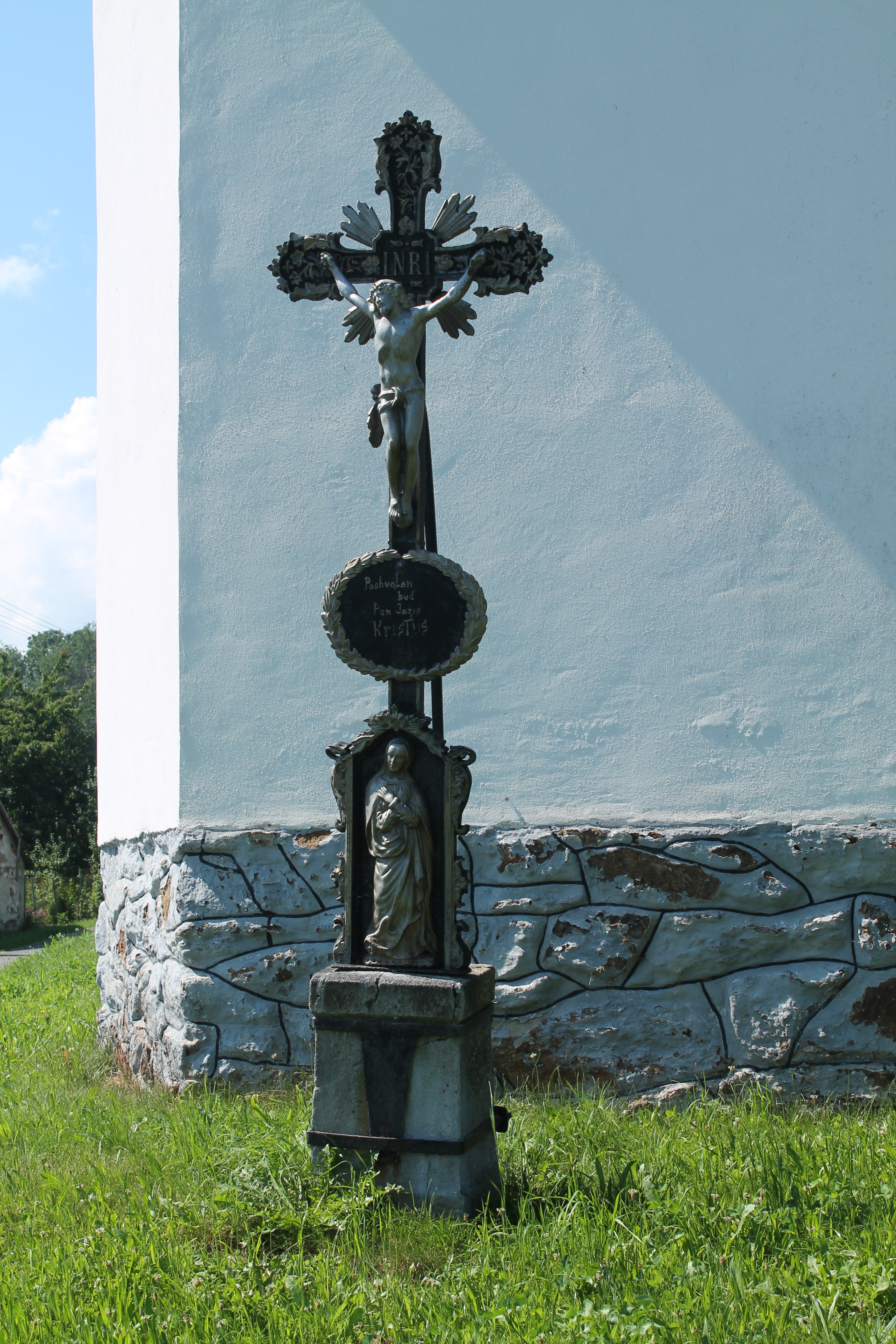
Kříž u kaple
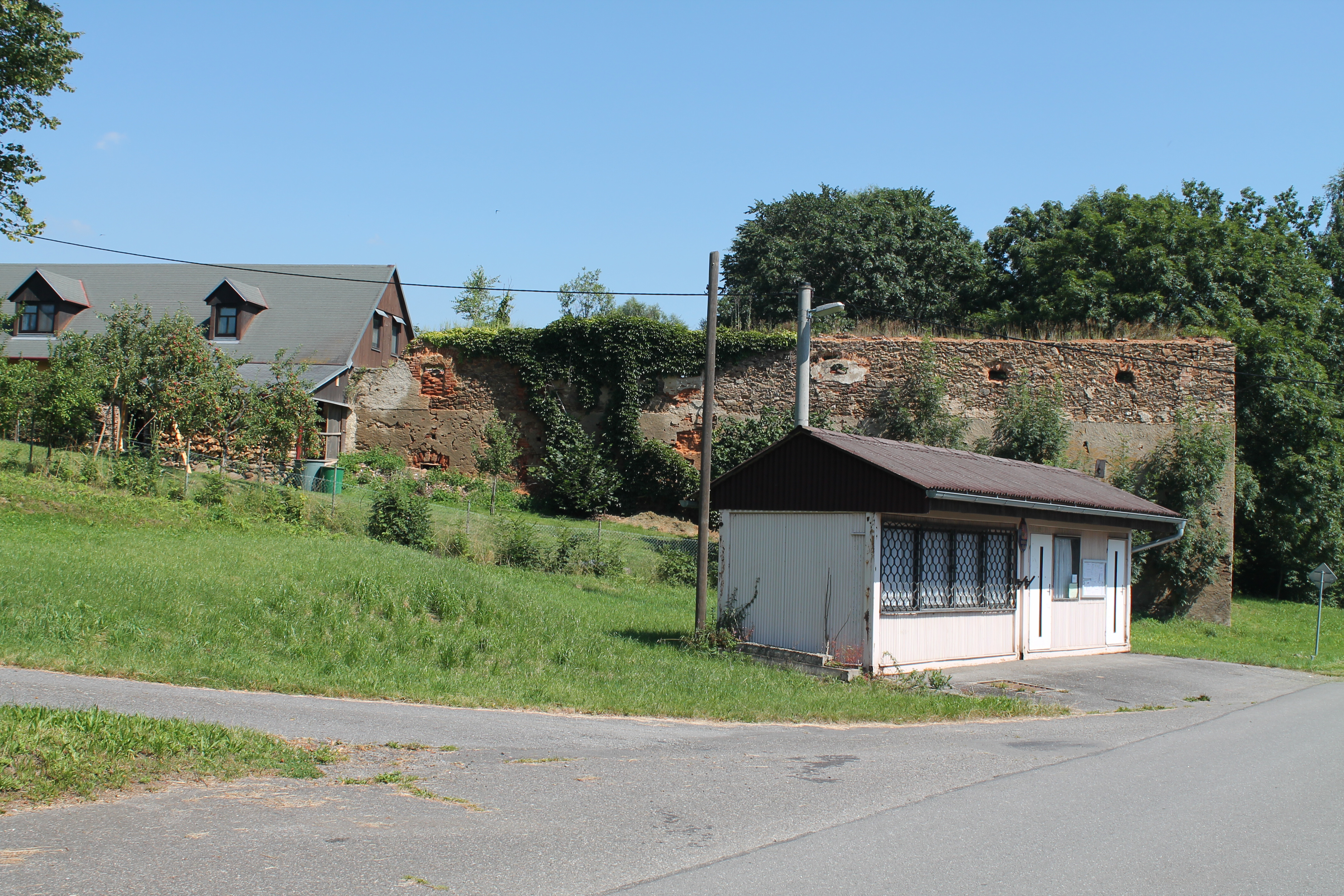
Obecní úřad
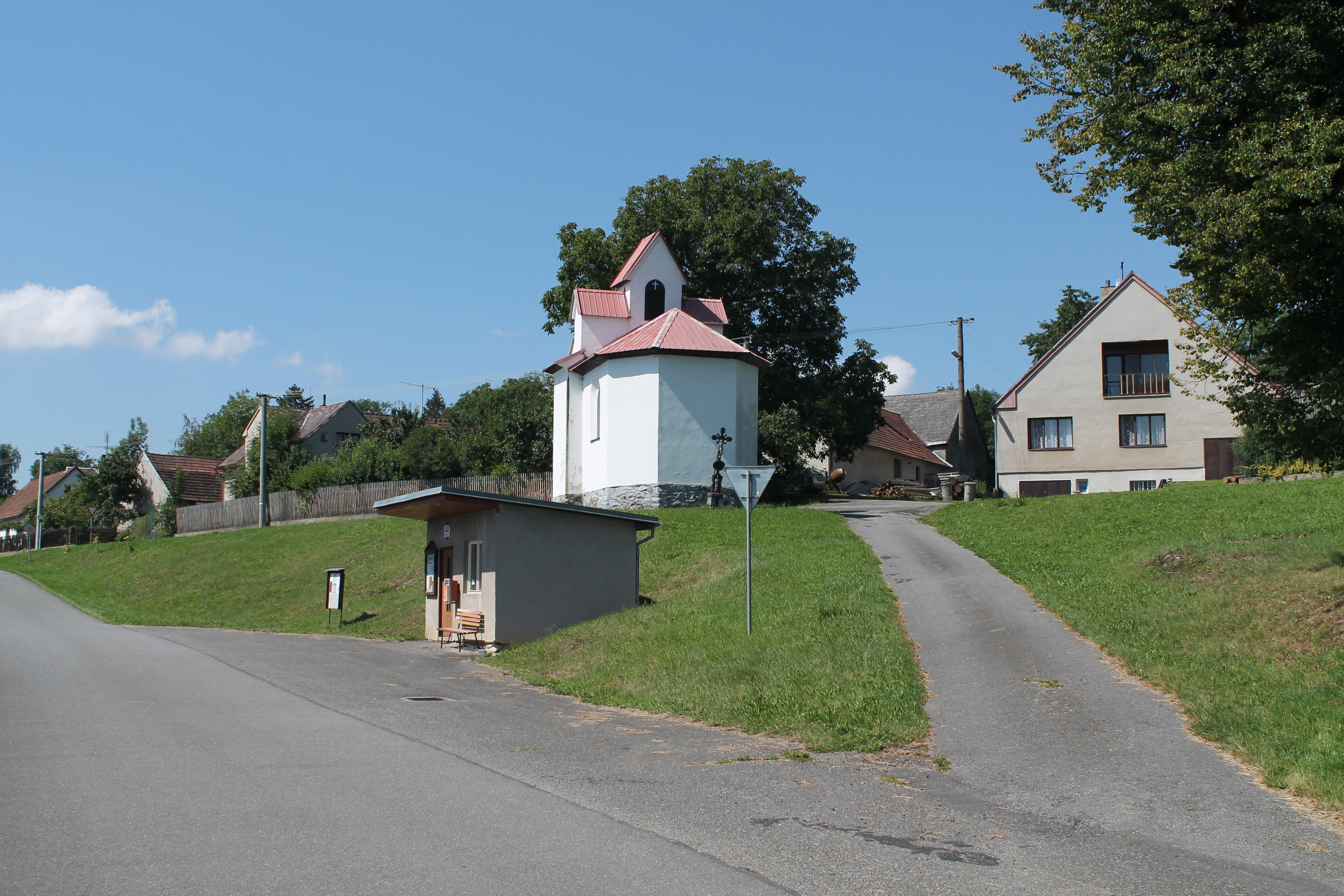
Náves s kaplí a autobusovou zastávkou
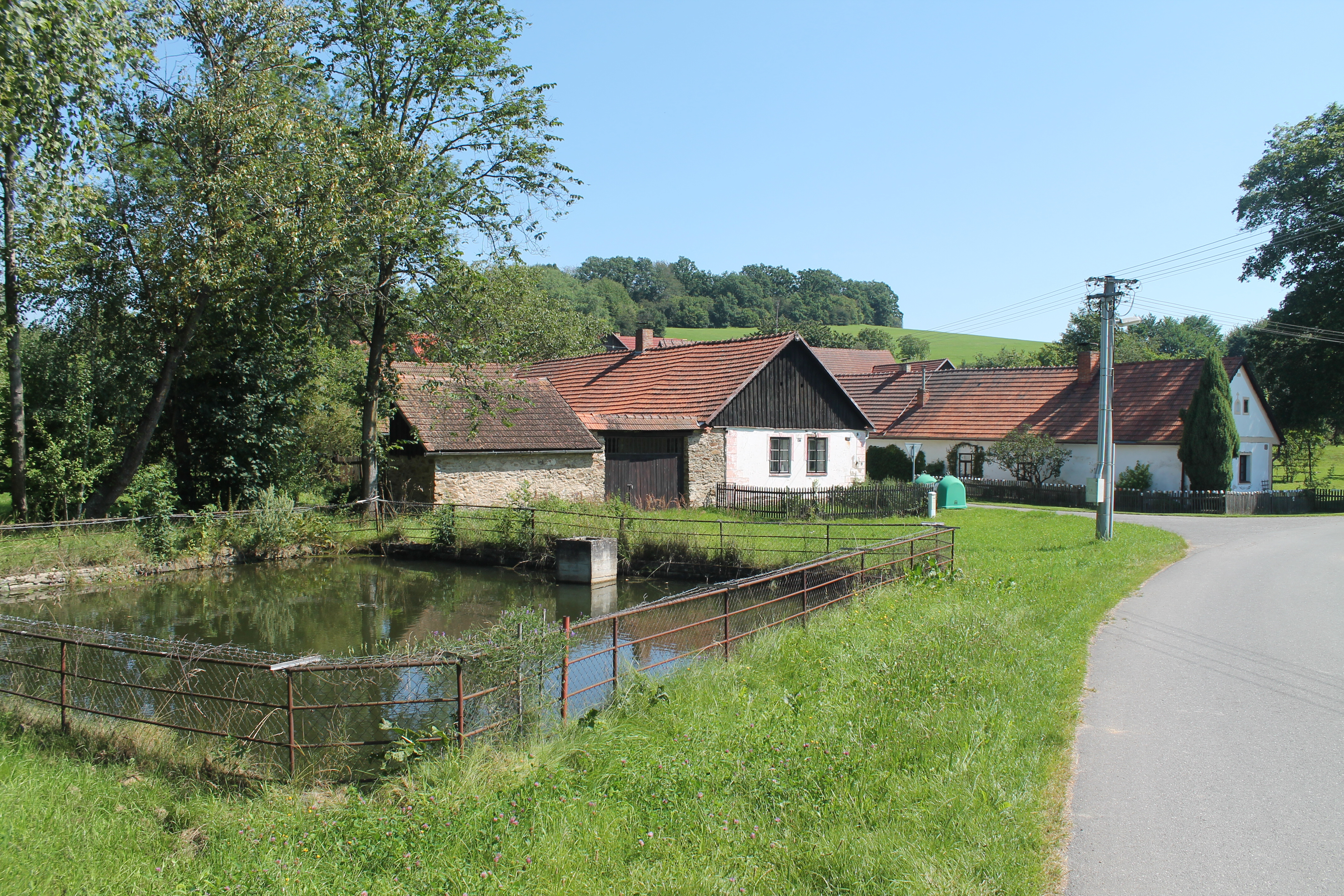
Severní část vsi